# Belušja Guba
Belušja Guba někdy též česky Bělušja Guba (rusky Белушья Губа) je sídlo městského typu v Archangelské oblasti v Ruské federaci, hlavní trvalé sídlo na arktickém souostroví Nová země. Nachází se v ruském hraničním pásmu. Žije zde 2 060 obyvatel (2023).
Severovýchodně od Belušji Guby je osada Rogačovo, kde se nachází stejnojmenná letecká základna.

## Geografie
Belušja Guba se nachází ve stejnojmenné zátoce na západě Jižního ostrova Nové země, na poloostrově Gusinaja Zemlja (česky Husí země).
Zátoku omývají teplé mořské proudy po celý rok. Vstup do zátoky je hluboký 30 až 50 metrů, samotný záliv je hluboký 10 až 30 metrů. Díky těmto podmínkám je zátoka splavná celý rok pro lodě všech tříd s minimálním využitím ledoborců. V tuhých zimách dosahuje led maximálně 1 km od zálivu a je silný maximálně 1 metr. Zátoka je přírodními podmínkami dobře chráněna před vysokým příbojem a plovoucími ledovými masami.
Teplota v osadě se v letních měsících pohybuje od −12 °C do +10 °C. Průměrná roční teplota je −4,5 °C. Průměrné roční srážky jsou 349 mm.
Od 19. listopadu do 23. ledna zde trvá polární noc.

## Historie
V roce 1893 bylo místo budoucí osady podrobně zmapováno a zmíněno jako zátoka vhodná pro vybudování vhodného ostrovního přístaviště. V roce 1894 místo navštívil gubernátor Archangelské gubernie Alexandr Engelgardt a rozhodl, že v zátoce bude vytvořena ruská přístavní osada. V průběhu roku 1896 byla zátoka prozkoumána ruskou kartografickou expedicí a na jejím základě byla založena v roce 1897 osada Belušja Guba.
Během druhé světové války byla Belušja Guba středem německé i sovětské pozornosti. Německé ponorky používaly zátoku jako oblast odpočinku. Německá armáda uvažovala o zřízení meteorologické stanice v zátoce, pouze sovětská přítomnost v oblasti tomu zabránila. Dne 27. července 1942 ostřelovala německá ponorka U-601 Malé Karmakuly poblíž zátoky Belušja Guba a poškodila hydroplány, obytné domy a skladiště. Ponorka U-601 potopila sovětskou obchodní loď s uhlím, když se blížila k osadě. Za války byla osada používána jako kotviště ruských konvojů mezi Barentsovým mořem a Archangelskem. V roce 1944 byla v osadě založena sovětská námořní základna.
Rozvoj osady přišel v roce 1954, kdy Nová země byla prohlášena jaderným polygonem a Belušja Guba se stala hlavní základnou. V roce 1956 došlo k vystěhování všech obyvatel souostroví na pevninu, do osady byly přesunuti sovětští vojáci a jejich rodiny. V roce 1957 byla do osady přesunuta 73. samostatná divize ponorek Severní flotily. Po roce, ale byly ponorky odvolány kvůli příliš drsným klimatickým podmínkám.

## Infrastruktura
V současnosti jsou v osadě rozmístěny velitelské orgány ruské armády pro Arktickou oblast. Je zde střední škola pro 560 dětí, mateřská škola pro 80 dětí, 12 bytových domů, jeden hotel, obchody, televizní a rozhlasová stanice Orbita, vojenská nemocnice se 150 lůžky, poliklinika, důstojnický dům, vojenský klub, sportovní areál s 25 metrovým bazénem a pravoslavný kostel.